# Douglas Hofstadter

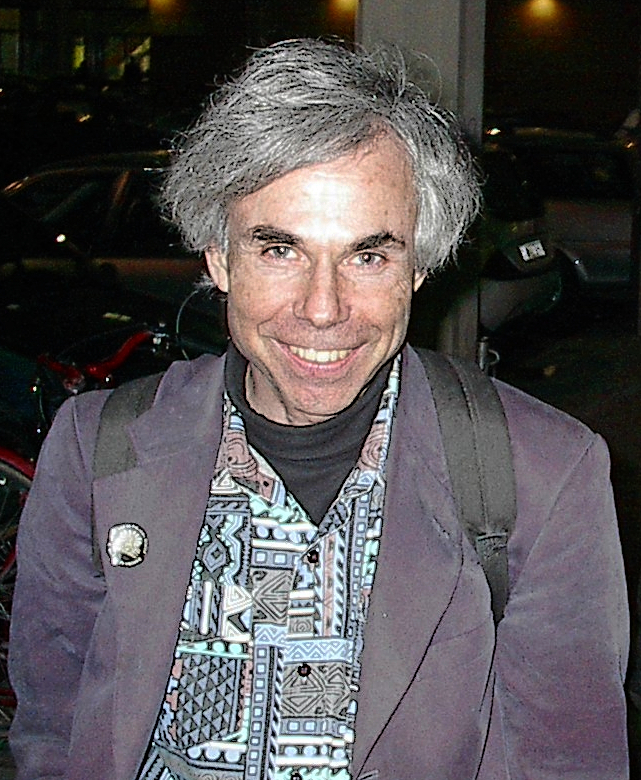
Douglas Hofstadter (Bolonia, 2002)

Douglas Richard Hofstadter (ur. 15 lutego 1945) – amerykański intelektualista i pisarz, syn laureata nagrody Nobla w dziedzinie fizyki Roberta Hofstadtera. Znany głównie dzięki książce Gödel, Escher, Bach: an Eternal Golden Braid (1979), za którą otrzymał Nagrodę Pulitzera w dziedzinie non-fiction. Książka znana pod inicjałami GEB stała się dziełem inspirującym tysiące studentów do kariery w informatyce i sztucznej inteligencji.

## Dorobek naukowy

### Książki
- Gödel, Escher, Bach: an Eternal Golden Braid (ISBN 0-465-02656-7)
- Metamagical Themas (ISBN 0-465-04566-9) (zbiór felietonów z Scientific American)
- Ambigrammi: un microcosmo ideale per lo studio della creatività (po włosku)
- Fluid Concepts and Creative Analogies (ISBN 0-465-02475-0)
- Rhapsody on a Theme by Clement Marot. Seria: The Grace A. Tanner Lecture in Human Values, 1995. (opublikowane w 1996)
- Le Ton beau de Marot: In Praise of the Music of Language (ISBN 0-465-08645-4)
- tłumaczenie wierszem Eugeniusz Oniegin Aleksandra Puszkina (ISBN 0-465-02094-1)
- I Am a Strange Loop (ISBN 0-465-03078-5)

### Wybrane artykuły
- Energy levels and wave functions of Bloch electrons in rational and irrational magnetic fields, Phys. Rev. B 14 (1976) 2239
- A nondeterministic approach to analogy, involving the Ising model of ferromagnetism., Physics of cognitive processes (Amalfi, 1986), 209--227, World Sci. Publishing, Singapore, 1987.
- Speechstuff and thoughtstuff: Musings on the resonances created by words and phrases via the subliminal perception of their buried parts., In Sture Allen (ed.), Of Thoughts and Words: The Relation between Language and Mind. Proceedings of the Nobel Symposium 92, 1995, London/New Jersey: World Scientific Publ., 217-267.
- On seeing A's and seeing As., Stanford Humanities Review 4,2 (1995) pp. 109-121.
- Analogy as the Core of Cognition. In "The Analogical Mind: Perspectives from Cognitive Science," edited by Dedre Gentner, Keith J. Holyoak, and Boicho N. Kokinov. Cambridge MA: The MIT Press/Bradford Book, 2001, pp. 499-538.